# Тарба, Хошид Дугович
Хошид Дугович Тарба (1905—1949) — советский хозяйственный, государственный и политический деятель, звеньевой колхоза имени Берия Гудаутского района Абхазской АССР, Грузинская ССР. Герой Социалистического Труда (21.02.1948).

## Биография
Родился в 1905 году в селе Дурипш Сухумского округа Кутаисской губернии (ныне — Гудаутский район Республика Абхазия). Абхаз.
С ранних лет приобщился к крестьянскому труду. С началом коллективизации сельского хозяйства одним из первых среди односельчан Дурипша вступил в колхоз имени Берия, где работал звеньевым полеводческого звена, которое постоянно соревновалось со звеном Темура Тарба.
В известном колхозе под руководством председателя Г. Ш. Ардзинба трудились прославленные кукурузоводы Касей Тания, Аилин Тарба и Темур Тарба, чаевод Мария Ардзинба.
По итогам работы в 1947 году звено Хошида Дуговича получило урожай кукурузы 74,9 центнера с гектара на площади 3 гектара.
Указом Президиума Верховного Совета СССР от 21 февраля 1948 года за получение высоких урожаев кукурузы и пшеницы в 1947 году Тарба Хошиду Дуговичу присвоено звание Героя Социалистического Труда с вручением ордена Ленина и золотой медали «Серп и Молот».
Этим же Указом званием Героя Социалистического Труда были награждены труженики колхоза имени Берия бригадир Аилин Дугович Тарба (его старший брат), звеньевые Мурад Джисипович Тарба и Темур Тугович Тарба.
Хошид Тарба продолжал трудиться в родном колхозе, возглавляемым председателем Г. Ш. Ардзинба, до своей кончины в 1949 году.

## Награды
- Золотая медаль «Серп и Молот» (21.02.1948)
- орден Ленина (21.02.1948)
- Медаль «За трудовую доблесть»
- Медаль «В ознаменование 100-летия со дня рождения Владимира Ильича Ленина»
- Медаль «За доблестный труд в Великой Отечественной войне 1941—1945 гг.»
- Медаль «Ветеран труда»
- медали Выставки достижений народного хозяйства (ВДНХ)
- и другими